# Operacja Przywrócić Nadzieję
Operacja Przywrócić Nadzieję (ang. Operation Restore Hope) – nazwa operacji humanitarnej, prowadzonej od 9 grudnia 1992 roku do maja 1993 roku w Mogadiszu. Głównym celem operacji było zorganizowanie dostaw humanitarnych i ich dystrybucja wśród mieszkańców Somalii.

## Przyczyny i przygotowania do operacji
W wyniku kradzieży żywności przez milicję Mohameda Farraha Aidida zmarło około 500 tys. Somalijczyków. Pomysł na operację wojskową, mającą na celu rozdział żywności powstał w ONZ. Prezydent Stanów Zjednoczonych George H.W. Bush wahał się z przyjęciem propozycji i przeprowadzeniem misji. Działanie militarne wydawało się wówczas jedynym rozwiązaniem, które mogło zapewnić pomoc humanitarną. 3 grudnia 1992 roku uchwalono Rezolucję Rady Bezpieczeństwa nr 794, która upoważniła państwa członkowskie do podjęcia wszelkich działań w celu stworzenia odpowiednich i bezpiecznych warunków dla operacji humanitarnej w Somalii.

## Przebieg
Operacja pod kryptonimem Przywrócić Nadzieję, z mandatem Rady Bezpieczeństwa ONZ, rozpoczęła się 9 grudnia 1992 roku lądowaniem na plażach niedaleko Mogadiszu jednostek amerykańskiej piechoty morskiej. Misję podzielono na dwa etapy. W pierwszym etapie wojsko miało przejąć kontrolę nad lotniskami, portami i drogami w celu dokonania bezpiecznego rozładunku i dystrybucji pomocy humanitarnej. W drugiej części misji armia ONZ miała przywrócić funkcjonowanie państwa i doprowadzić do pogodzenia skłóconych frakcji politycznych, aby powstał rząd jedności narodowej.
Do przeprowadzonych zadań powołano siły UNITAF, w skład których weszło ok. 37 tys. żołnierzy spośród 24 państw. W operacji wzięli udział żołnierze z Arabii Saudyjskiej, Australii, Belgii, Botswany, Egiptu, Francji, Grecji, Indii, Kanady, Kuwejtu, Maroko, Niemiec, Norwegii, Nowej Zelandii, Pakistanu, Stanów Zjednoczonych, Szwecji, Tunezji, Turcji, Wielkiej Brytanii, Włoch, Zimbabwe i Zjednoczonych Emiratów Arabskich. Większość żołnierzy pochodziła ze Stanów Zjednoczonych. Żołnierzy rozmieszczono w środkowej i południowej Somalii, obejmując w ten sposób około 40% powierzchni państwa.
W grudniu 1992 roku powołano wojskowe centrum operacyjne CMOC (Civil-Military Operations Center). Głównym zadaniem CMOC stała się koordynacja wojsk i organizacji humanitarnych w celu sprawnego i bezpieczeństwa przekazania pomocy humanitarnej dla Somalijczyków.
3 marca 1993 roku Sekretarz Generalny ONZ przedstawił sprawozdanie zalecające przekształcenie UNITAF do UNOSOM II. Operacja zakończyła się 4 maja 1993 roku.

## Ocena operacji
Różnie ocenia się wynik operacji.
Niektórzy uważają wynik operacji za sukces, ponieważ żywność trafiła do potrzebujących. Siły pokojowe przywróciły do funkcjonowania 107 posterunków policji oraz przeszkoliły i powołały do służby 6737 policjantów. Siły ONZ przyczyniły się do powołania sądów w ośmiu regionach i 26 dystryktach. Przeszkolono również 311 pracowników sądów oraz około 700 pracowników więziennych.
Z drugiej strony interwencję uważa się za porażkę, gdyż w wyniku złej koordynacji działań oraz zbyt dużej pewności siebie amerykańskich dowódców zginęło wielu żołnierzy (głównie amerykańskich). Podczas operacji zginęło 43 wojskowych z USA. Siły pokojowe nie pokonały wszystkich frakcji w Somalii, nie namówiły skłóconych ugrupowań politycznych do współpracy oraz nie doprowadziły do zaprowadzenia porządku i bezpieczeństwa, przez co druga część operacji zakończyła się niepowodzeniem. Amerykańska opinia publiczna zniechęciła się do angażowania się w tego rodzaju działania. Decyzję o wycofaniu wojsk podjął nowy prezydent USA, Bill Clinton.

## „Bieg po kawałek chleba”
Jednym z symboli operacji Przywrócić Nadzieję stało się zdjęcie zrobione przez francuskiego fotoreportera Joël Robine’a. „Bieg po kawałek chleba” przedstawia małego chłopca biegnącego z chlebem oraz francuskiego legionistę pilnującego konwoju z pomocą humanitarną. Zdjęcie uhonorowano nagrodą World Press Photo of the Year w kategorii „Children’s Award” (tłum. nagroda dzieci) za 1992 rok.